# Danielle Scott-Arruda
Danielle Scott-Arruda; z domu Scott (ur. 1 października 1972 w Baton Rouge) – amerykańska siatkarka, reprezentantka kraju. Występuje na pozycji środkowej. W kadrze narodowej zadebiutowała w 1994. W 2002 wraz z reprezentacją zdobyła srebrny medal na Mistrzostwach Świata. Obecnie występuje w portorykańskim Indias de Mayagüez. Największy sukces z reprezentacją odniosła w 2008 roku, zdobywając wicemistrzostwo olimpijskie.

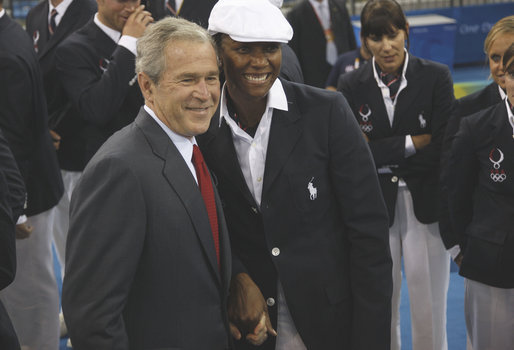
Scott-Arruda z prezydentem Bushem

## Życie prywatne
Wyszła za mąż, za Eduardo Arrudę, mają córkę Julianne. Jej kuzynką jest Kim Willoughby, amerykańska siatkarka.

## Sukcesy

### World Grand Prix
- - (2001, 2012)
- - (2003, 2004)

### Mistrzostwa Świata
- - (2002)

### Mistrzostwa NORCECA
- - (2001, 2003, 2005)
- - (2007)

### Mistrzostwa Brazylii
- - (2008)

### Igrzyska Olimpijskie
- - (2008, 2012)

## Nagrody indywidualne
- 2001 - MVP, Najlepiej punktująca i blokująca zawodniczka World Grand Prix
- 2002 - Najlepiej blokująca zawodniczka Mistrzostw Świata (Niemcy)